# يهودا هاريل
يهودا هاريل هو صحفي وسياسي إسرائيلي، ولد في 11 نوفمبر 1934 في برلين في ألمانيا. نشط حزبياً في الطريق الثالث (إسرائيل). وقد انتخب عضو الكنيست ‏ وقد انضم خلال فترته النيابية ‏ (17 يونيو 1996 – 7 يونيو 1999) للكتلة البرلمانية الطريق الثالث (إسرائيل).